# Reinhart Firchow
Reinhart Firchow (* 11. November 1943 in Hamburg; † 8. Januar 2022) war ein deutscher Schauspieler, Hörspielsprecher und Hochschullehrer.

## Leben und Werk
Der Sohn des Opernsängers Hermann Firchow (1911–1981) studierte an der Schauspielschule Hamburg. 1968 trat er ein Anfängerengagement in Göttingen an, war ab 1971 an den Städtischen Bühnen Essen und ab 1972 am Düsseldorfer Schauspielhaus verpflichtet. Ab 1978 arbeitete er freischaffend, überwiegend in Essen, Köln, Düsseldorf und bei den Ruhrfestspielen Recklinghausen; Zusammenarbeit mit Kurt Hübner, Hansjörg Utzerath, Wolf Seesemann und Roberto Ciulli.
Firchow gehörte zu den Gründungsmitgliedern des Theaters an der Ruhr; ab 2003 war er als Gast dort engagiert. 1986 spielte er dort den Merkl Franz in Ödön von Horváths  Kasimir und Karoline. In den Jahren 1995 bis 1998 war er bei den Salzburger Festspielen als Dünner Vetter in Hofmannsthals Jedermann engagiert. 2011 spielte er im Schlosstheater Moers in einer Inszenierung von Ulrich Greb den König Lear. Firchow trat auch in Film, Fernsehen, Hörfunk und Hörbuch auf und gestaltete als Sprecher zahlreiche Dokumentarsendungen.
Firchow war emeritierter Professor für Schauspiel und Rollenstudium der Folkwang Hochschule Essen.
Firchows letzter Film Eigenheim gewann 2022 den Studentenoscar der Academy of Motion Picture Arts and Science. Die Preisverleihung fand am 20. Oktober 2022 in Los Angeles statt.
Mit der Schauspielerin Andrea Gowin hat er einen Sohn, Jason Firchow (* 1986), der als Rapper JayJay Bekanntheit erlangte.

## Film und Fernsehen
- 1973: Bauern, Bonzen und Bomben (Teil 1 Die Bauern und Teil 2 Die Demonstration)
- 1974: Aus Liebe zum Sport (Ausgebootet)
- 1977: Fluchtweg nach Marseille (Sprecher)
- 1980: Ein Kapitel für sich (Episode 1.3)
- 1982: Die Flügel der Nacht
- 1986: Von zwölf bis Mittag
- 1991: Das Heimweh des Walerjan Wróbel
- 2002: Tattoo
- 2004: Nie solo seiN
- 2007: D-I-M, Deus in Machina (Kurzfilm)
- 2021: Eigenheim (Kurzfilm)[2]

## Hörspiel und Hörbuch (Auswahl)
- 1977: Pole Poppenspäler. Produzent: WDR – Bearbeitung: Lotte Betke; Regie: Klaus-Dieter Pittrich; Mitwirkende: Peter René Körner, Martin Korp, Werner Brehm, Ursula von Reibnitz, Manuela Alfons, Steffy Helmar, Günther Amberger u. a.
- 1982: Lars Gustafsson: Die Tennisspieler – Regie: Hans Gerd Krogmann (Hörspiel – WDR/NDR)
- 1997: Der Libero. Krimi mit Jochen Kolenda, Jens Hagen, Paul Faßnacht, Achim Sonderhoff; WDR 1995; 55 Min., ISBN 3-442-70081-7.
- 2000: Über die Liebe. 2 CDs. Eine philosophische Anthologie von Rudolf J. Bartsch, Reinhart Firchow und Justus Fritsche von Headroom
- 2004: Hermann Broch: Der Tod des Virgil – Bearbeitung und Regie: Heinz von Cramer (Hörspiel – NDR)
- 2005: Im Königreich der Eisbären. Audio-CD von Maja Nielsen, Gabriele Blum und Katharina Palm (Headroom Kindertonträger), ISBN 3-934887-41-4.
- 2008: Michael Stegemann: The Glenn Gould Trilogy – Ein Leben. Sony BMG, Berlin, Sprecher: Gerd Wameling, Imogen Kogge, Angelika Bartsch, Matthias Koeberlin, Götz Schulte, Regie/Text: Michael Stegemann, Produktion: WDR 3, Sony Classical/Sony BMG Music Entertainment